# كاثلين كار
كاثلين كار (بالإنجليزية: Kathleen Karr)‏ (21 أبريل 1946، ألينتاون في الولايات المتحدة - 6 ديسمبر 2017، شيكاغو في الولايات المتحدة)؛ كاتِبة مُتخصِّصة في أدب الأطفال وروائية أمريكية.